# Burg Godramstein
Die Burg Godramstein ist eine abgegangene Burg im Stadtteilbereich Godramstein von Landau in der Pfalz (Rheinland-Pfalz).
Die ehemalige Burg wird am Ostrand von Godramstein vermutet und war vermutlich ein Wohnturm (Turmburg). Die Burg wurde wahrscheinlich nach 1344 aufgegeben. Als Besitzer werden die Herren von Godramstein genannt.